# Lesní komplex Kaeng Krachan
Lesní komplex Kaeng Krachan je název jedné z lokalit světového přírodního dědictví UNESCO, která sestává z pěti chráněných území v západním Thajsku při thajsko-myanmarské hranici. Zasahuje na území thajských provincií Ratchaburi, Phetchaburi a Prachuab  Kirikhan. Souhrnná rozloha parků je však 4 822 km², pod ochranou UNESCO je většina výměry -  4 089 km² (mimo jiné kvůli prevenci potenciálních dopadů sporu mezi Thajskem a Myanmarem ohledně přesného průběhu státní hranice).

## Fotogalerie

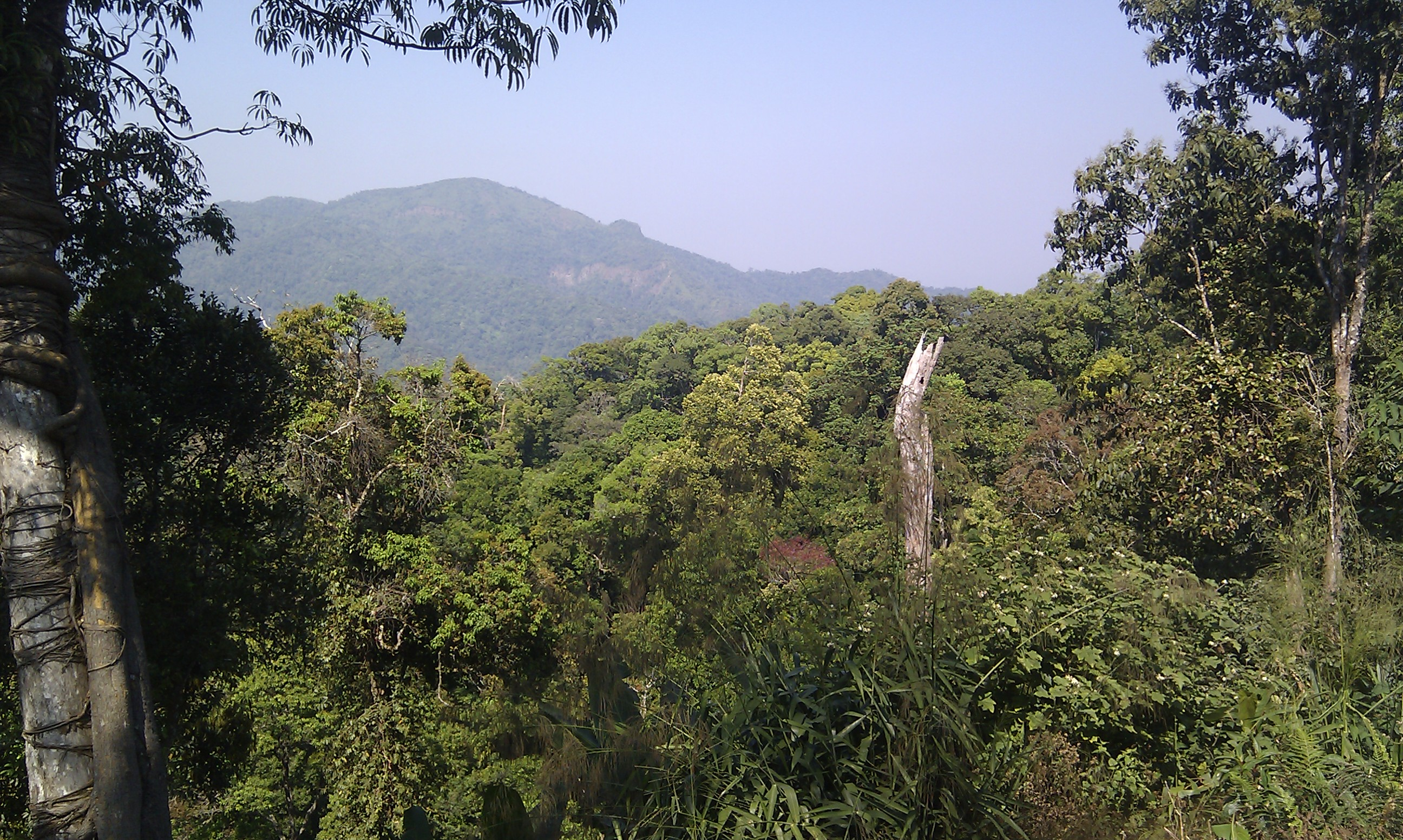
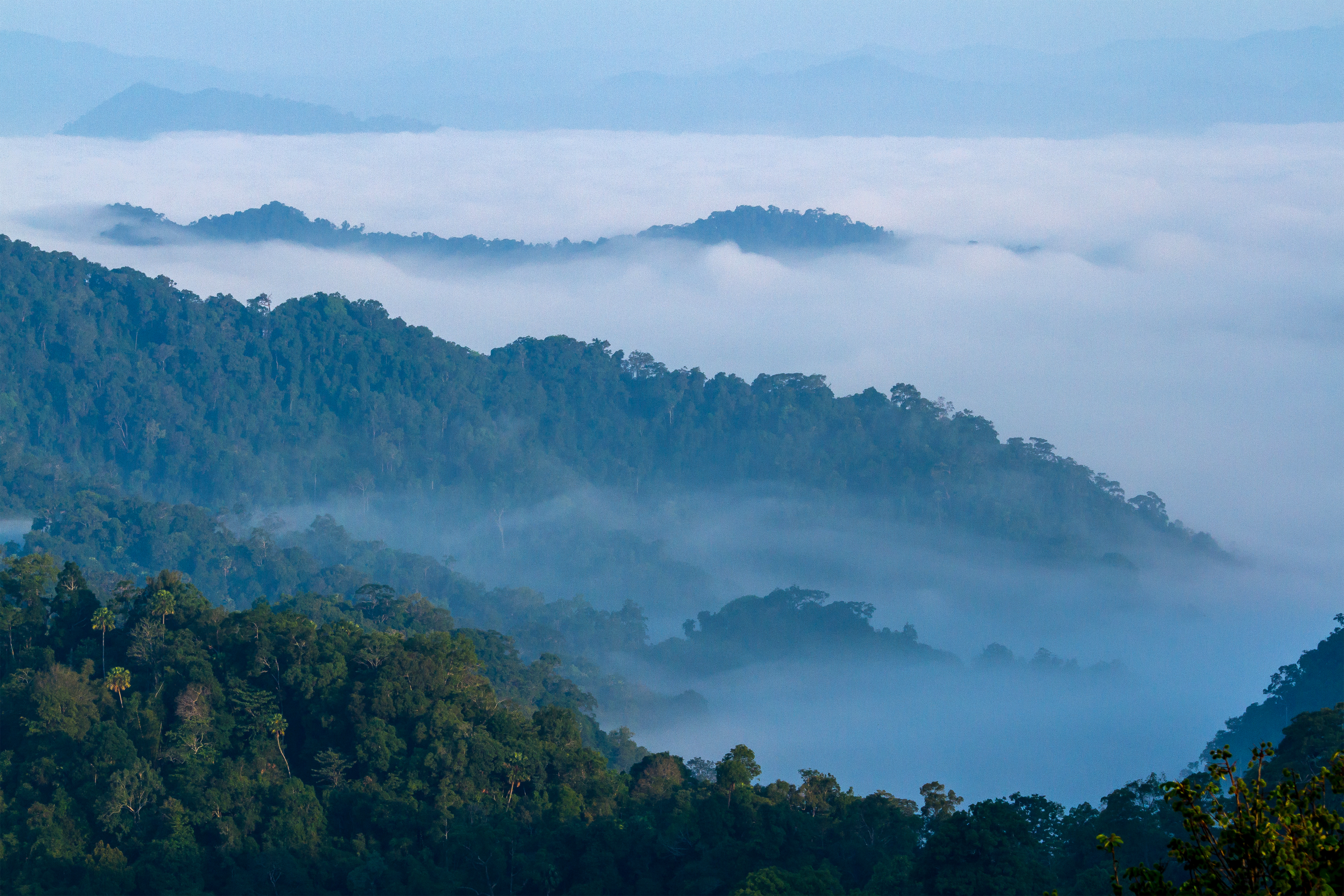
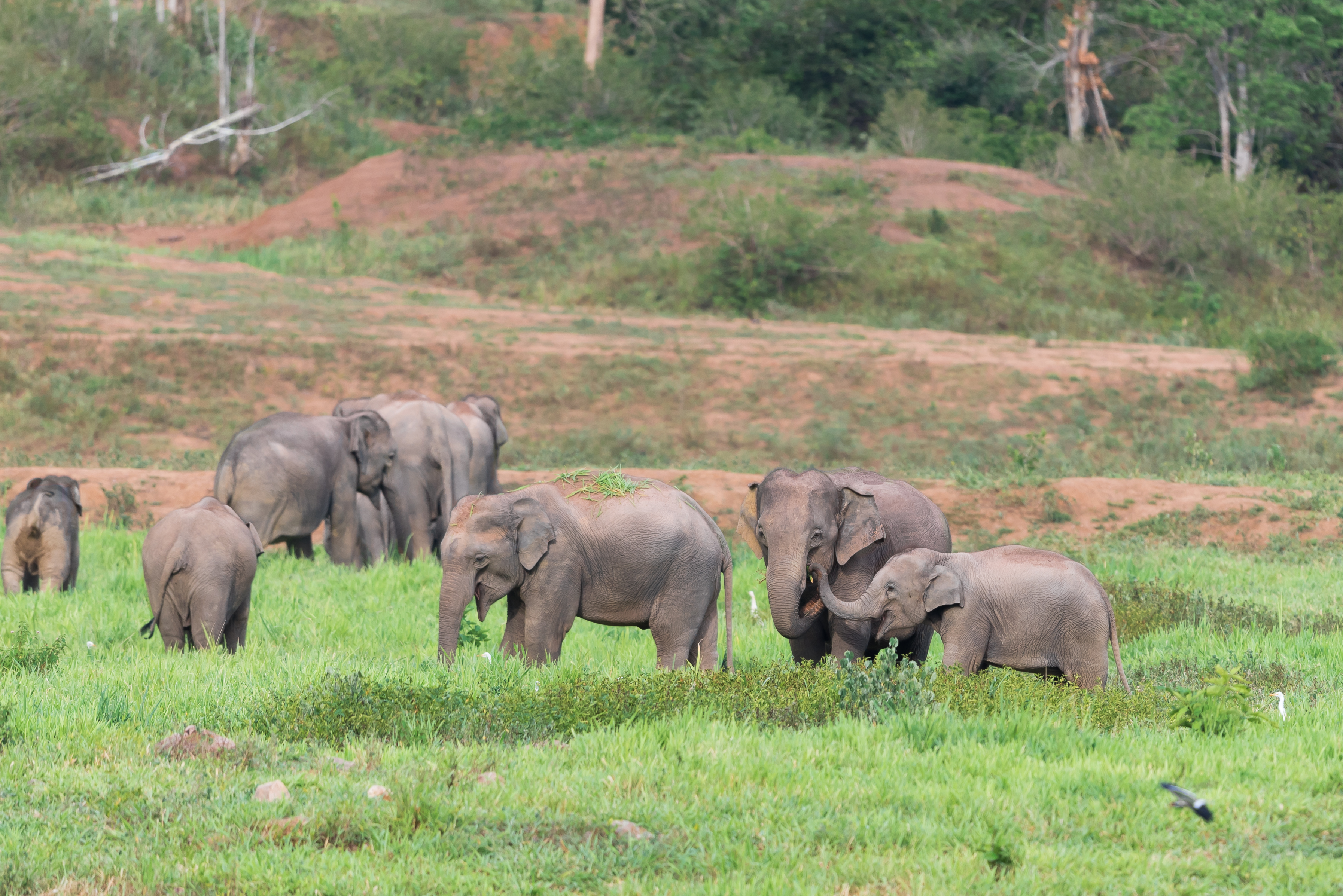
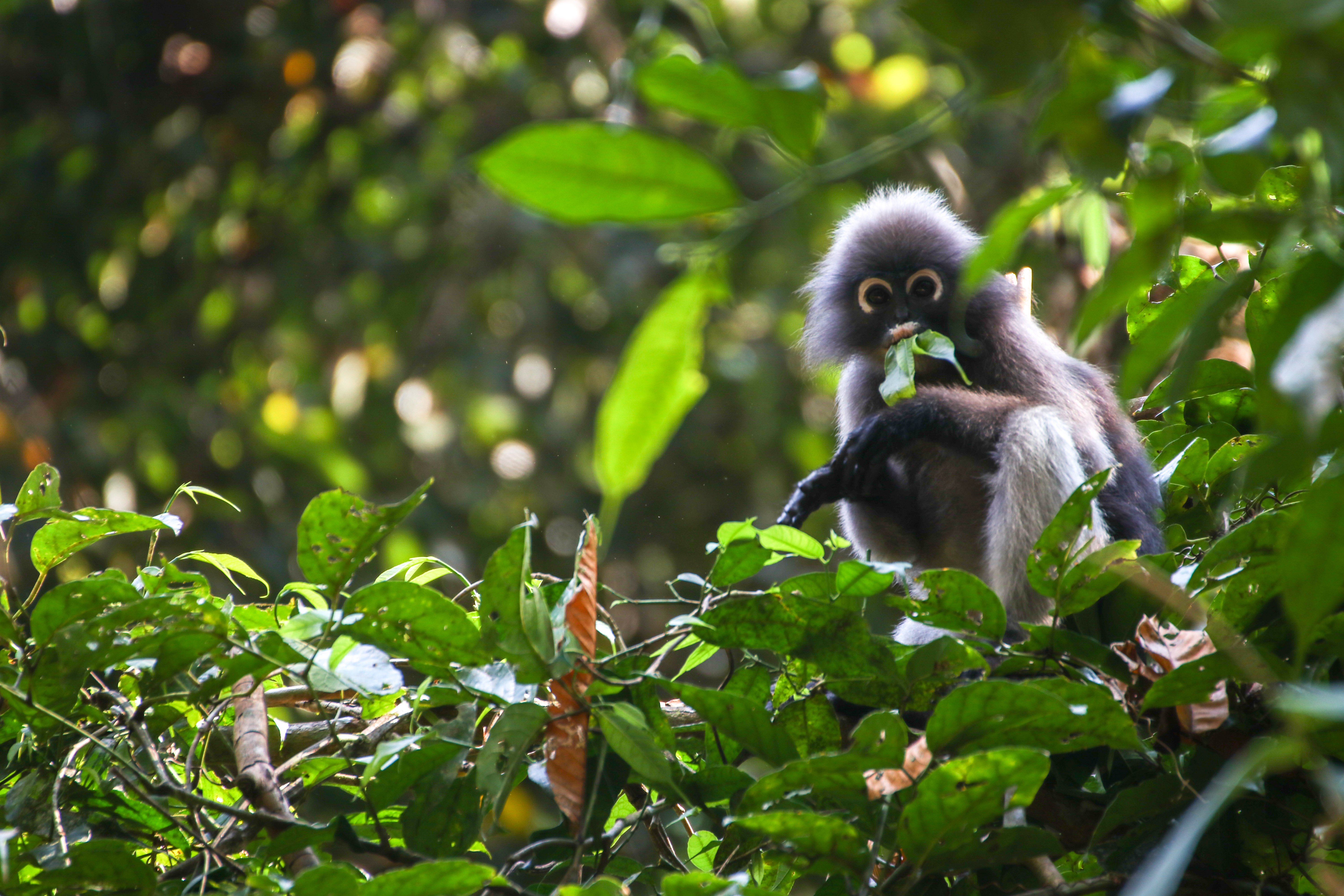

## Popis
Chráněná území se rozprostírají v pohoří Tenasserim a navazující nížině. Jsou součástí tzv. Západního pralesního komplexu -  přírodního území o ploše více než 18 000 km² pokrytého především tropickým lesem, rozkládajícího se na pomezí Thajského království a Myanmaru. Jedná se o jeden z největších chráněných územních celků v jihovýchodní Asii s výjimečnou faunou a flórou pocházející ze čtyř biogeografických zón, na jejichž křižovatce se nachází.
Nejvyšší bod má nadmořskou výšku větší než 1500 m n. m., nejnižší okolo 100 m n. m. Nejrozšířenějším druhem lesa je tropický střídavě vlhký les nížinných a středních poloh a dále tropický deštný les. V lesním komplexu byl prokázán výskyt 720 druhů živočichů (savců, ptáků, plazů, obojživelníků, ryb). Mezi kriticky ohrožené druhy zde žijící patří krokodýl siamský, luskoun ostrovní, želva podlouhlá a želva mohutná. Žije zde i ohrožený tygr, dhoul, banteng, slon indický, anhinga rezavá a další.

## Přehled území
| Území                                      | Rozloha   | Geodata (OSM) |
| ------------------------------------------ | --------- | ------------- |
| národní park Kaeng Krachan                 | 2 914 km² | OSM, WMF      |
| národní park Kui Buri                      | 969 km²   | OSM, WMF      |
| národní park Chaloem Phrakiat Thai Prachan | 329 km²   | OSM, WMF      |
| útočiště divokého života Maenam Phachi     | 489 km²   | OSM, WMF      |
| lesní rezervace Kui Buri                   | 120 km²   | -             |